# Cora Tracey
Cora Tracey (* 1878 in London, Ontario; † nach 1960 ebenda) war eine kanadische Sängerin (Alt).

## Leben und Wirken
Tracey begann ihre musikalische Laufbahn in den USA. Sie arbeitete in New York und lernte dort den Sänger Craig Campbell kennen, mit dem sie gemeinsam als Mitglied der American Society of Singers auftrat. Beide waren auch Mitglied der Gilbert and Sullivan Park Theatre Company und blieben ihr Leben lang befreundet.
1918 trat Tracey im Théâtre Imperiale in Montreal auf. Im gleichen Jahr arbeitete sie auch mit Honoré Vaillancourt zusammen, der im Vorjahr am Monument National debütiert hatte. Später heiratete sie und zog sich von der Bühne zurück. Von Tracey existieren einige Aufnahmen beim New Yorker Label Pathé Frères, darunter Love's Old Sweet Song von James Lynam Molloy und O Promise Me aus Reginald De Kovens Oper Robin Hood.